# Manon Nummerdor-Flier
Manon Nummerdor-Flier; z d. Flier (ur. 8 lutego 1984 roku w Nieuwleusen) – holenderska siatkarka, wielokrotna reprezentantka kraju, grająca na pozycji atakującej. Triumfatorka cyklu World Grand Prix (2007) oraz wicemistrzyni Europy (2009) – w obu turniejach wybrana na najlepszą zawodniczkę. W roku 2017 występowała w siatkówce plażowej w parze z Marleen van Iersel.

## Życie prywatne
16 czerwca 2014 wyszła za mąż, za Reindera Nummerdora holenderskiego siatkarza plażowego. W lipcu 2016 roku urodziła dziewczynkę Milou.

## Sukcesy reprezentacyjne
| Osiągnięcie             | Trofeum | Rok        |
| Grand Prix              | złoto   | 2007       |
| Piemonte Woman Cup      | brąz    | 2010       |
| Mistrzostwa Europy      | srebro  | 2009, 2015 |
| Volley Masters Montreux | brąz    | 2015       |

## Sukcesy klubowe
| Klub                   | Osiągnięcie              | Trofeum | Sezon/Rok                       |
| Heutink Pollux         | Puchar Holandii          | złoto   | 2001/2002                       |
| Heutink Pollux         | Mistrzostwo Holandii     | złoto   | 2001/2002                       |
| Asystel Novara         | Liga Mistrzyń            | srebro  | 2004/2005                       |
| TVC Amstelveen         | Puchar Holandii          | złoto   | 2005/2006, 2006/2007, 2007/2008 |
| TVC Amstelveen         | Mistrzostwo Holandii     | złoto   | 2005/2006, 2006/2007, 2007/2008 |
| TVC Amstelveen         | Superpuchar Holandii     | złoto   | 2006, 2007                      |
| Vini Monteschiavo Jesi | Puchar Challenge         | złoto   | 2008/2009                       |
| Scavolini Pesaro       | Superpuchar Włoch        | złoto   | 2010                            |
| Toray Arrows           | Puchar Japonii           | złoto   | 2011                            |
| Toray Arrows           | Mistrzostwo Japonii      | złoto   | 2011/2012                       |
| Azerrail Baku          | Mistrzostwo Azerbejdżanu | srebro  | 2012/2013                       |
| İqtisadçı Baku         | Mistrzostwo Azerbejdżanu | brąz    | 2013/2014                       |

## Nagrody indywidualne
- 2003: Najlepsza punktująca i zagrywająca Mistrzostw Świata Juniorek
- 2007: MVP Grand Prix
- 2008: MVP i najlepsza zagrywająca turnieju w Abu Dhabi
- 2009: Najlepsza punktująca i zagrywająca Grand Prix
- 2009: MVP Mistrzostw Europy
- 2011: Najlepsza atakująca Final Four Ligi Mistrzyń
- 2014: Najlepsza serwująca zawodniczka o Mistrzostwo Azerbejdżanu